# Graham Whitehead
Graham Whitehead (1922. április 15. – 1981. január 15.) brit autóversenyző.

## Pályafutása
Karrierje során több Formula–1-es versenyen rajthoz állt. A világbajnokságon mindössze egy alkalommal, az 1952-es brit nagydíjon indult.
1953 és 1960 között hét alkalommal vett részt a Le Mans-i 24 órás versenyen. Ebből háromszor testvére, Peter váltótársaként szerepelt. Az 1958-as viadalon másodikként értek célba.
1958. szeptember 21-én, hetekkel a Le Mans-ban szerzett második helyüket követően Peter és Graham a Tour de France nevezetű autóversenyen szerepeltek. Jaguarjukkal balesetet szenvedtek, melyben Graham súlyosan megsérült, testvére Peter pedig életét vesztette.

## Eredményei

### Teljes Formula–1-es eredménysorozata
(Táblázat értelmezése)

(Félkövér: pole-pozícióból indult; dőlt: leggyorsabb kört futott) 

| Év   | Csapat          | Modell  | Motor           | 1   | 2   | 3   | 4   | 5      | 6   | 7   | 8   | Helyezés | Pont |
| ---- | --------------- | ------- | --------------- | --- | --- | --- | --- | ------ | --- | --- | --- | -------- | ---- |
| 1952 | Peter Whitehead | Alta F2 | Alta Straight-4 | SUI | 500 | BEL | FRA | GBR 12 | GER | NED | ITA | -        | 0    |

### Le Mans-i 24 órás autóverseny
| Év   | Csapat                    | Autó                    | Csapattárs      | Helyezés |
| ---- | ------------------------- | ----------------------- | --------------- | -------- |
| 1953 | Bristol Aeroplane Company | Bristol 450 Coupe       | Lance Macklin   | Kiesett  |
| 1954 | David Brown               | Aston Martin DB3S Coupe | Ian Stewart     | Kiesett  |
| 1955 | Cooper Car Company        | Cooper T38              | Peter Whitehead | Kiesett  |
| 1957 | David Brown               | Aston Martin DBR2/370   | Peter Whitehead | Kiesett  |
| 1958 | P & A.G. Whitehead        | Aston Martin DB3S       | Peter Whitehead | 2.       |
| 1959 | A.G. Whitehead            | Aston Martin DBR1/300   | Brian Naylor    | Kiesett  |
| 1960 | A.G. Whitehead            | Ferrari 250 GT SWB      | Henry Taylor    | Kiesett  |

## Külső hivatkozások
- Profilja a grandprix.com honlapon (angolul)
- Profilja a statsf1.com honlapon (angolul)